# Hiromi Akiyama
Hiromi Akiyama (Japans: 秋山 礼巳, Akiyama Hiromi) (Hiroshima, 29 april 1937) is een Japanse beeldhouwer.

## Leven en werk
Akiyama studeerde aan de Musashino Art University in Tokio. Aansluitend vertrok hij naar Parijs. Hij vervolgde van 1966 tot 1968 zijn opleiding aan de École nationale supérieure des beaux-arts en leerde de moderne beeldhouwkunst van Alexander Archipenko via Jean Arp tot Constantin Brâncuşi kennen. Ook maakte Akiyama kennis met de beweging der beeldhouwersymposia, waarbij het gemeenschappelijk werken voorop staat. In 1967 nam hij deel aan het Symposion Europäischer Bildhauer in het Oostenrijkse Sankt Margarethen im Burgenland.

"Als Bildhauer wurde ich in St. Margarethen geboren" Hiromi Akiyama.

Hij nam nog deel aan symposia voor steenbeeldhouwers in Neurenberg, Sankt Wendel, Oggelshausen, Rome, Vancouver, Wenen, Bad Kreuznach en in Japan.
In 1978 ging hij doceren aan de Staatliche Akademie der Bildenden Künste Karlsruhe in Karlsruhe en hij werd in 1981 benoemd tot hoogleraar beeldhouwkunst. Hij bekleedde deze functie tot 2002. In 1983 ontving hij de Defet-Preis van de Duitse kunstenaarsbond. Zijn werken in de openbare ruimte creëert hij van de materialen steen en staal.

## Werken in de openbare ruimte (selectie)
- Symposion Europäischer Bildhauer in Sankt Margarethen im Burgenland: Ohne Titel (1969)
- Skulpturenfeld Oggelshausen in Oggelshausen: Ohne Titel (1969/1970)
- Beeldenroute Straße der Skulpturen (St. Wendel) in Sankt Wendel: Ohne Titel (1971/72)
- Beeldenpark Beelden in de VanDusen Botanical Garden in Vancouver (Canada): For the botanical garden (1975)
- Beeldenpark Hakone (Japan)
- Symposium 1980 in Lahr (Zwarte Woud): Tor (graniet, 1980) aan de Friedrich-Ebert-Platz en Tor (cortenstaal, 1980) bij de Klinikum Lahr
- Technische Universität in Kaiserslautern : Steinskulptur (basaltlava, 1982)
- Beeldenpark van het Neues Museum Nürnberg in Neurenberg: 84-3-E, Verschiebung Nr. 7 (1984)
- Städtisches Klinikum Lahr in Lahr : Von Hier (1997)
- Beeldenroute Kunst am Campus van de Universität Augsburg in Augsburg : Koordinate nach Süden geöffnet, Koordinate nach Norden geöffnet (1998)
- Hoofdgebouw van de Städtische Galerie Karlsruhe in Karlsruhe: Von Hier (1998)
- Kunstacademie in Karlsruhe: Shadow-Dimension No.15 (2001)
- Skulpturenweg Salzgitter-Bad in Salzgitter: Shadow Dimensions (2002)

## Fotogalerij

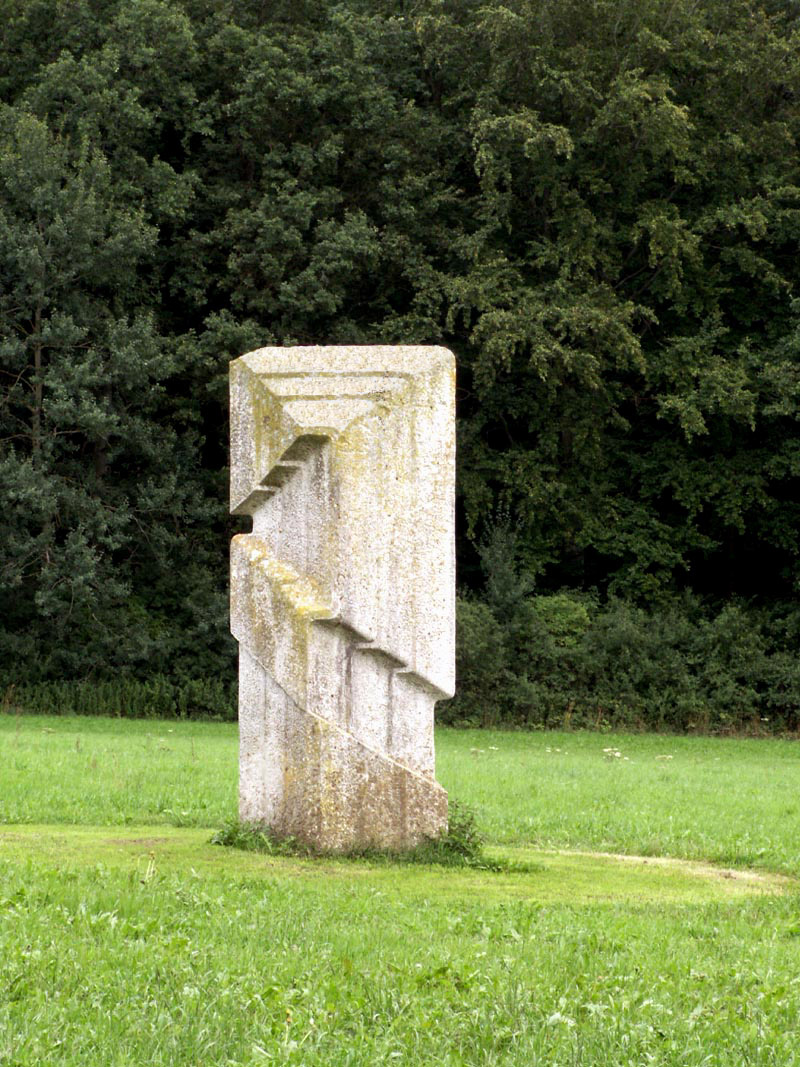
Ohne Titel (1969/70) in Oggelshausen
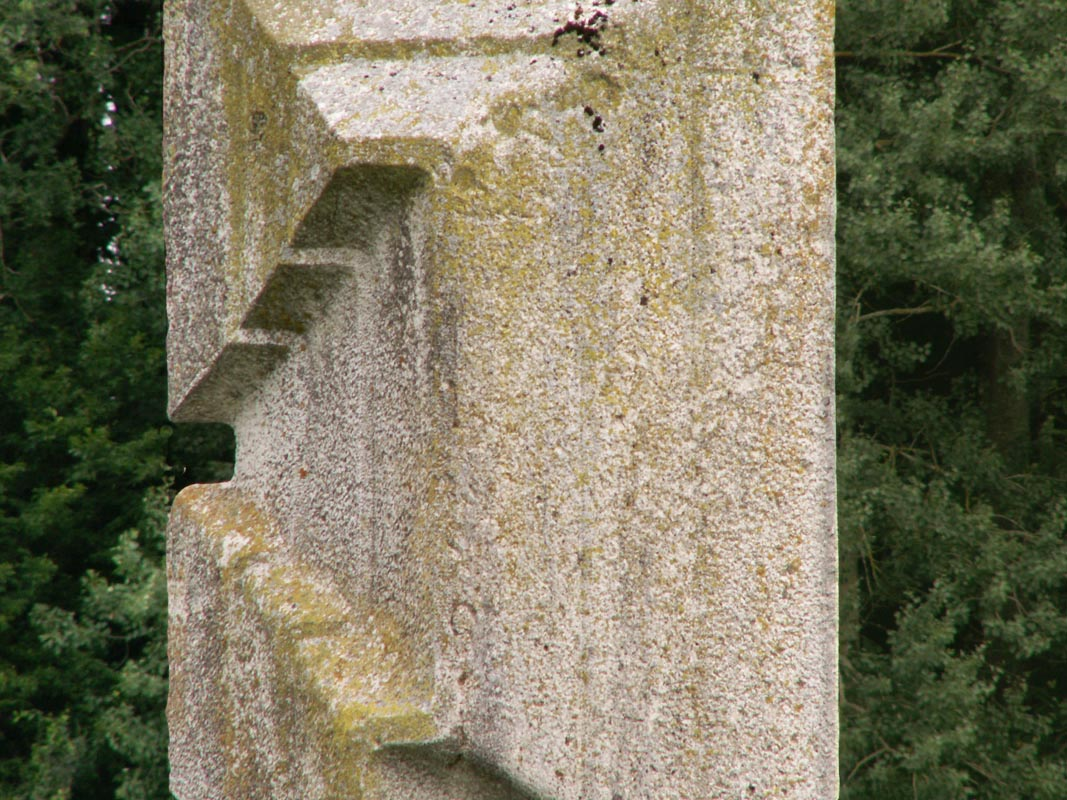
detail Ohne Titel in Oggelshausen
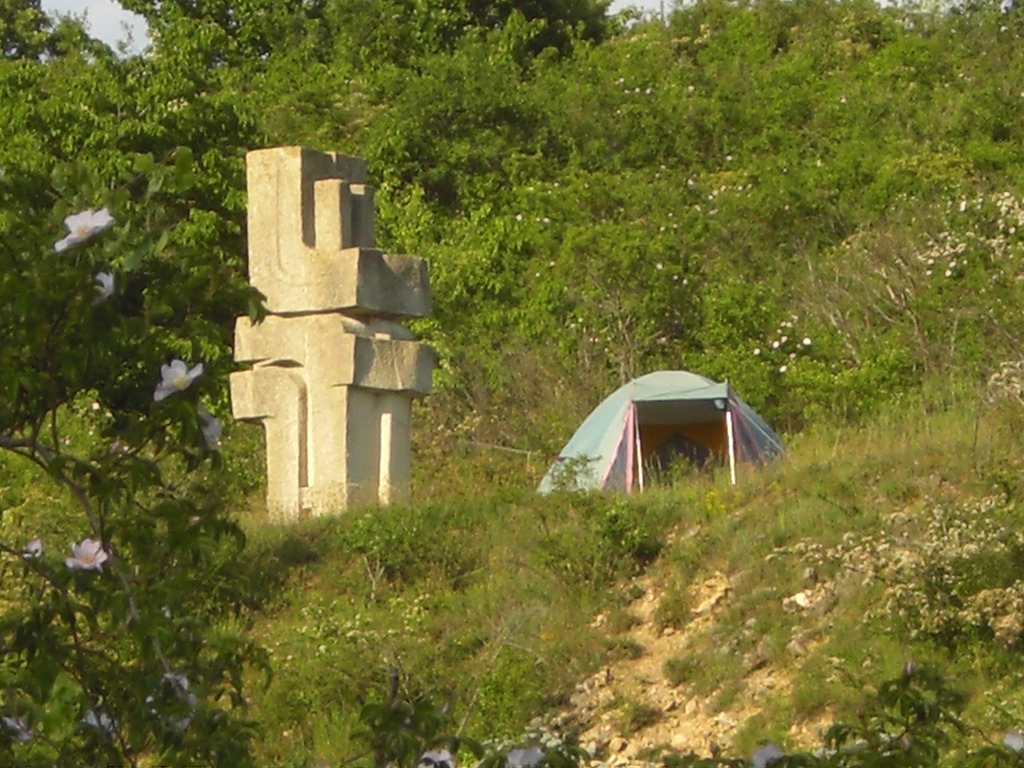
Ohne Titel (1969) in Sankt Margarethen im Burgenland
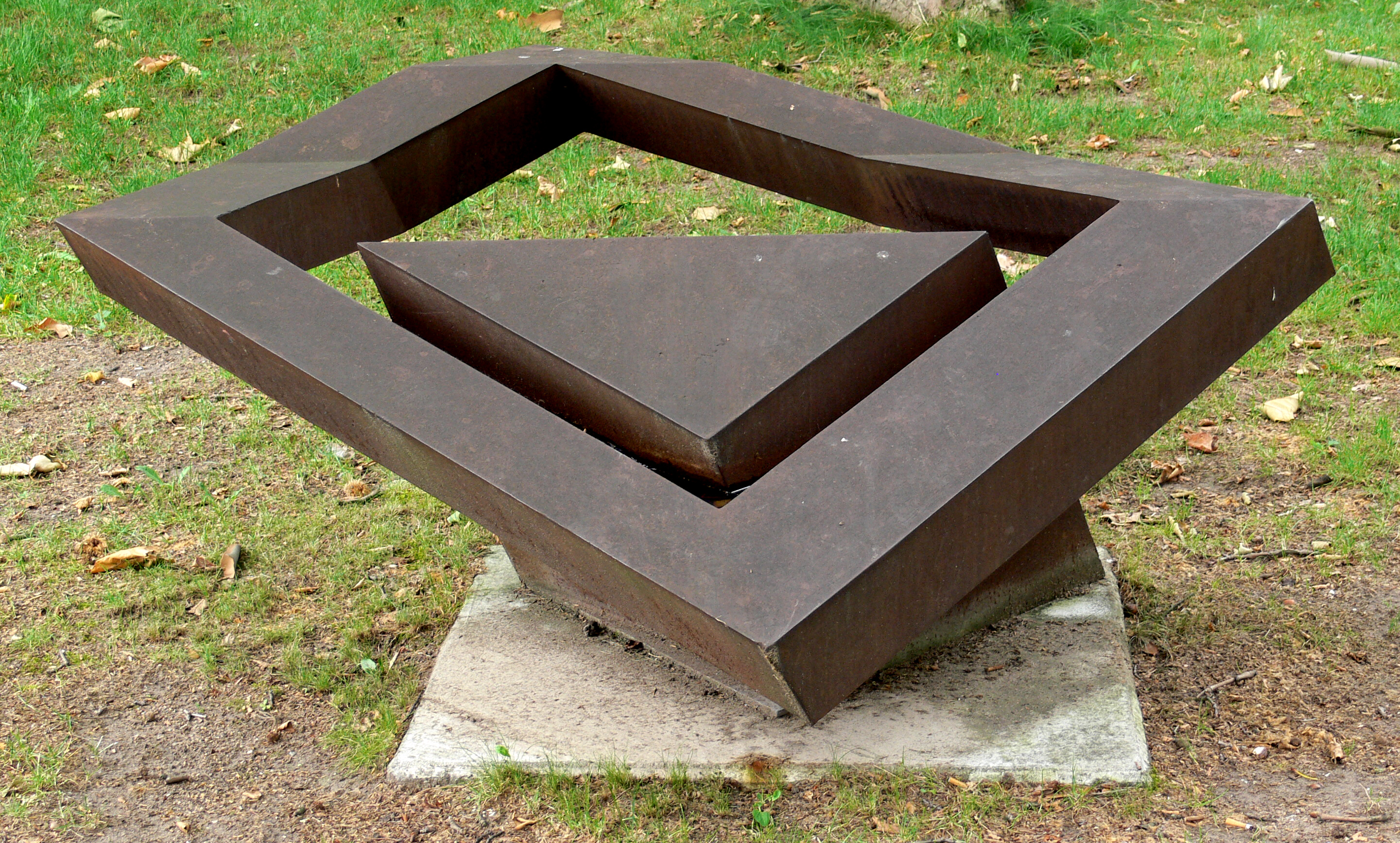
84-3-E, Verschiebung Nr. 7 (1984) in Neurenberg
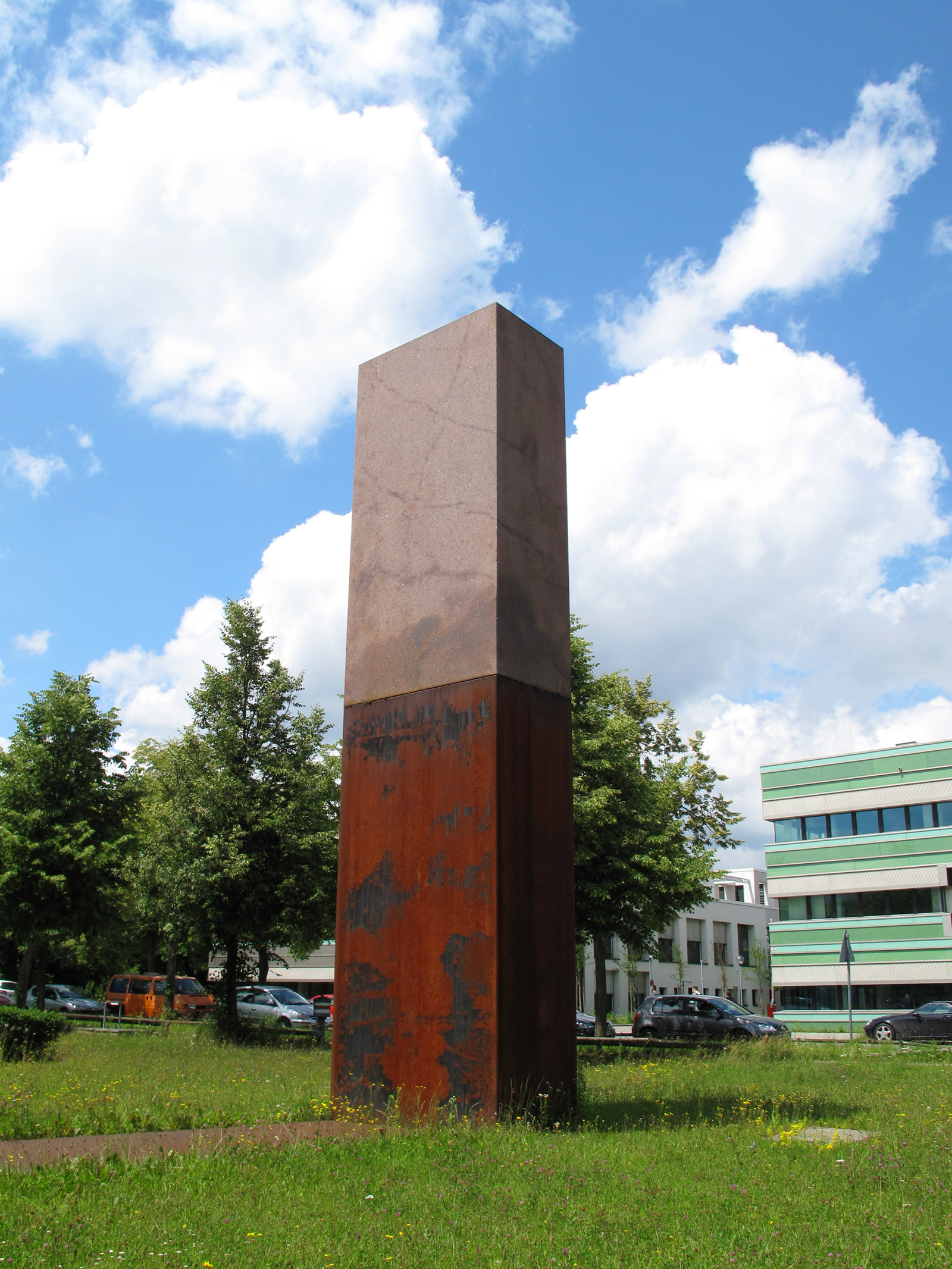
Koordinaten nach Süden geöffnet (1998), Augsburg